# Квіташвілі Олександр Мерабович
Олександр (Сандро) Мерабович Квіташвілі (груз. ალექსანდრე კვიტაშვილი; 15 листопада 1970, Тбілісі, Грузія) — грузинський і український державний діяч, ректор Тбіліського державного університету (вересень 2010 — серпень 2013), міністр праці, охорони здоров'я і соціального захисту Грузії (січень 2008 — серпень 2010), міністр охорони здоров'я України (2 грудня 2014 до 14 квітня 2016 року).

## Біографія
Олександр Квіташвілі народився 15 листопада 1970 року в Тбілісі.
Навчався на історичному факультеті Тбіліського державного університету (спеціальність «Новітня історія Європи і США»), який закінчив з відзнакою 1992 року.
За Програмою стипендій ім. Едмунда Маскі продовжив навчання в Школі державного управління ім. Роберта Ф. Вагнера Нью-йоркського університету (США), де здобув ступінь магістра в галузі державного управління 2003 року. Того ж року дістав роботу у фінансовому та адміністративному департаменті Медичного центру Атланти (штат Джорджія, США).
2003 року повернувся до Грузії й почав працювати спеціалістом в галузі адміністрування та фінансів у грузинському представництві Програми розвитку ООН. 1995-го став заступником, а згодом виконувачем обов'язків керівника грузинської місії Комітету допомоги об'єднаної методистської церкви. 1997 року займає посаду президента грузинської неурядової організації «Міжнародний фонд „Кураціо“, який займався реформуванням систем охорони здоров'я в країнах з перехідною економікою. 2002-го Олександр Квіташвілі стає національним експертом-координатором підкомітету сектора охорони здоров'я, соціального захисту та освіти програми економічного зростання і подолання бідності в Грузії. З 1995 року по 2002 рік консультував різні міжнародні організації в Азербайджані, Литві, Україні, Вірменії та Сербії. З 2002 по 2003 працював консультантом Інституту трансатлантичного партнерства проти СНІДу і в Інституті Схід-Захід (англ. EastWest Institute — EWI) (Нью-Йорк, США). 2004 року стає адміністративним директором і членом ради правління цього інституту. Відповідав за управління центрами Інституту Схід-Захід в Нью-Йорку, Брюсселі, Празі та Москві та за координацію діяльності відділів по роботі з персоналом, інформаційних технологій і загальне адміністрування, розробку корпоративної політики Інституту.
У січні 2008 року призначається на посаду міністра праці, охорони здоров'я та соціального захисту Грузії в уряді Ладо Гургенідзе за часів президентства Міхеїла Саакашвілі. Займає її до серпня 2010 року. З вересня 2010 року виконує обов'язки ректора Тбіліського державного університету ім. Іване Джавахішвілі. У грудні того ж року був обраний на 4-річний термін ректором цього університету. У червні 2013 року подав у відставку у зв'язку з поправками, що вносяться до закону „Про вищу освіту“ і до серпня 2013 року знову виконував обов'язки ректора Тбіліського державного університету.
2 грудня 2014 року Президент України Петро Порошенко надав Олександру Квіташвілі українське громадянство. Разом з ним українськими громадянами також стали міністри, запрошені з інших країн: Наталія Яресько і Айварас Абромавичус. Того ж дня Верховна Рада України затвердила новий склад Кабінету Міністрів, до складу якого ввійшов Олександр Квіташвілі як міністр охорони здоров'я.
Олександр Квіташвілі — автор кількох аналітичних робіт про реформи сфери охорони здоров'я та аналізу системи соціального захисту.
Входить до групи з 12 експертів, яких відібрали в Міністерстві охорони здоров'я України для розробки напрямів медичної реформи на 2015—2025 роки.
Володіє англійською, російською та грузинською мовами. Українською мовою не володіє.

## Родина
Одружений. Дружина Анастасія Островська (померла 08.11.2020 від ускладнень операції). Колишня дружина Ніколь Жорданія — онука Ное Жорданія, голови уряду Грузинської Демократичної Республіки.
Батько Мераб Квіташвілі — директор Національного центру терапії Грузії. Мати Майя Месхі — головний лікар Центру невідкладної кардіології імені Чапідзе.